# Grafschaft Hohnstein

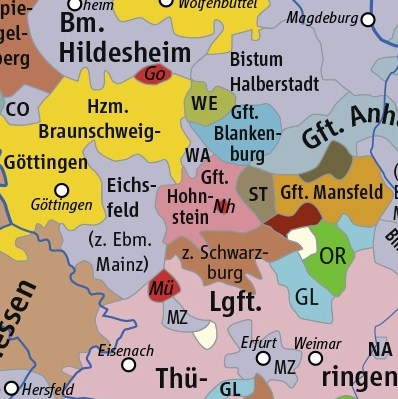
Die Grafschaft Hohnstein um 1400

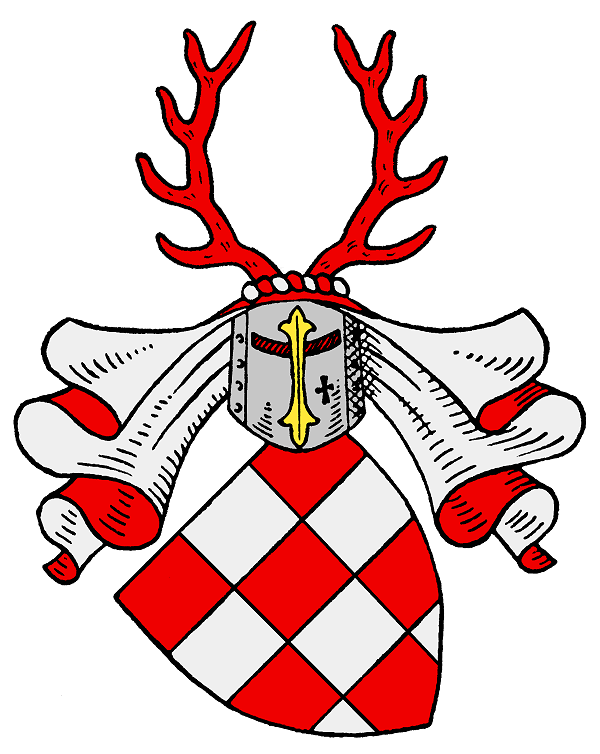
Wappen der Grafen von Hohnstein

Die Grafschaft Hohnstein (zeitgenössisch meist Honstein) war eine deutsche Grafschaft im Harz. Sie bestand als reichsunmittelbares Territorium bis zur Aufteilung 1593.

## Lage und Geographie
Der Kern der Grafschaft Hohnstein lässt sich auf die Erwerbungen des Grafen Eilger I. von Ilfeld zurückführen, der Anfang des 12. Jahrhunderts im südlichen Harzvorland oberhalb des Beretals mit der Ilburg seinen Stammsitz errichtete. Zu diesem gehörte ein Reichsforstanteil nördlich von Ilburg, den Eilger vom sächsischen Herzog Lothar von Supplinburg und späteren Kaiser Lothar III. für seine militärischen Dienste geschenkt bekam.
Die Herrschaft Eilgers erstreckte sich bis auf die Berge über die damals noch nicht vorhandene Siedlung Neustadt und hatte drei Bannorte, Ohe, Espe und Forsthof, aus denen der Flecken Ilfeld entstand. Nach Eilger begründete der Vormund seines Sohns, Konrad von Sangerhausen, die Grafschaft Ilfeld-Hohnstein mit dem Bau der Burg Hohnstein nach dem Jahr 1130. Er brachte zu den beiden Burgsitzen ein geschlossenes Territorium im Stolberger Gebiet, weitgehend Urwald, in dem seine Familie Forst, Jagd und Fischerei besaß.

## Geschichte

### Mittelalter und frühe Neuzeit (1182–1593)

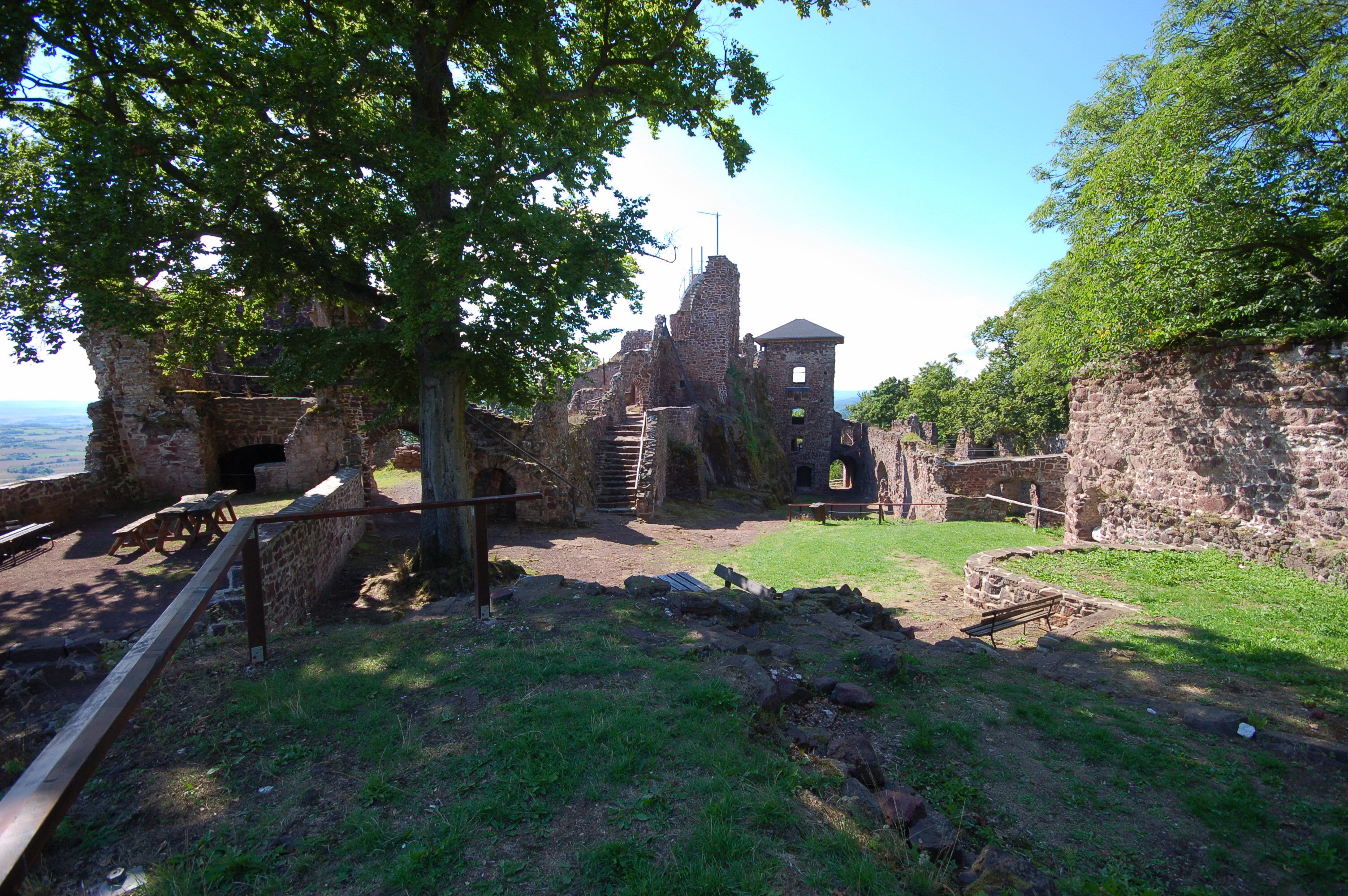
Burgruine Hohnstein

Der Name der Grafschaft geht auf die bei Neustadt am Harz gelegene, 1130 erstmals genannte Burg Hohnstein zurück, die seit 1182 die Grafen von Ilfeld hielten. Graf Eilger III. von Ilfeld nannte sich nach der Hochzeit mit Reinwig von Orlamünde, deren Großvater, Konrad von Sangerhausen, die Burg maßgeblich ausgebaut hatte, Graf von Hohnstein. Während die Grafen von Ilfeld beträchtlichen Forstbesitz in die Verbindung brachten, gewannen sie unter durch die Machtstellung der einflussreichen Burg schnell Güter zwischen Wipper und Oberharz hinzu. 
1201 mussten sie jedoch wieder den östlichen Teil an die abgezweigte Linie der Grafen von Stolberg abtreten. Zwischen 1238 und 1267 erwarben die Grafen von Hohnstein die Grafschaft Klettenberg als Lehen des Hochstifts Halberstadt sowie die Vogtei über das Kloster Walkenried. 1268 kam Sömmerda und im 14. Jahrhundert die Grafschaft Lohra hinzu. Die 1289 abgetrennte Linie Sondershausen drang nach Thüringen vor. 1315 kam es zu einer weiteren Teilung.
1356 erlosch die Linie Hohnstein-Sondershausen im Mannesstamm; als Erbe traten die Grafen von Schwarzburg in Erscheinung. 1373 teilten die Linien Hohnstein-Kelbra-Heringen und Hohnstein-Lohra-Klettenberg die Grafschaft untereinander auf, wobei die Stammgrafschaft mit der gleichnamigen Burg weiter gemeinsamer Besitz bleiben sollte. Im Fleglerkrieg 1412 wurde ein Teil der Herrschaft zerstört und letztlich der Untergang der Hohnsteiner eingeleitet. Die Stammgrafschaft Hohnstein mit der gleichnamigen Burg fiel 1412/17 durch Verkauf an die Grafen zu Stolberg.
1481 erhielt ein Zweig der Grafen von Hohnstein bis zu seinem Aussterben 1609 die Herrschaft Schwedt an der Oder als Lehen. Um 1570 erwarben die Hohnsteiner auch die Vogtei über das Kloster Walkenried.
Während die Linie Kelbra-Heringen sich später weiter aufteilte, jedoch bis Ende des 15. Jahrhunderts alle Besitzungen am Südharz abgab, regierten die Grafen von Hohnstein weiter in der Linie Lohra-Klettenberg. Sie erweiterten ihre Besitzungen nochmals im 16. Jahrhundert um die Grafschaften Scharzfeld und Lauterberg. Mit der Grafschaft Lauterberg hatten die Hohnsteiner zugleich Zugriff auf das Bergbaurevier von Sankt Andreasberg, wo sie 1521 die erste Bergfreiheit ausriefen.
Zum Schutz des Hohnsteiner Territoriums nach Westen entstand im 14. und 15. Jahrhundert ein etwa 40 Kilometer langes Grenzsicherungswerk, die Hohnsteiner Landwehr.

### Aufteilung (1593–1648)
Mit dem Tod Ernst VII., dem letzten des männlichen Stammes der Grafen von Hohenstein, ging 1593 deren Herrschaft zu Ende. Mittels „Erbverbrüderungsvertrag“ erhielten die Grafen von Stolberg und Schwarzburg vorübergehend die Grafschaft, wurden aber wenige Tage später von den Truppen des Herzogs Heinrich Julius von Braunschweig, zugleich Bischof von Halberstadt, vertrieben, da dieser das Gebiet als Lehen für sich beansprucht. Die Reichsvogtei über Nordhausen, die seit 1253 bestand, ging an Sachsen-Weimar.

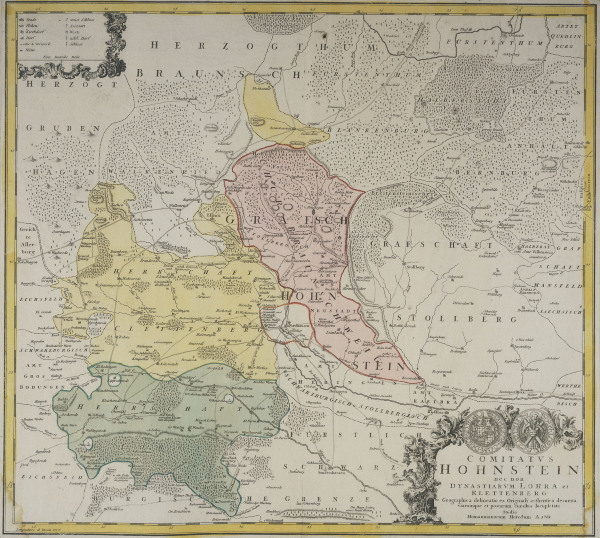
Die aufgeteilte ehemalige Grafschaft nach 1632, Kupferstich von Homann Erben, Nürnberg 1761

Die Grafen klagten vor dem Reichskammergericht, gelangten jedoch trotz mehrerer Urteile zu ihren Gunsten erst 1632 in den Besitz eines Teils der Herrschaften. Lohra (grün) kam zu Schwarzburg, Klettenberg (gelb) zu Stolberg. Der östliche Teil (rot) verblieb beim Herzog von Braunschweig-Wolfenbüttel. Durch die kriegerischen Ereignisse wechselte aber die Herrschaft über die Grafschaft noch mehrmals. Unter anderem kam sie an Christoph Simon von Thun. Dessen Familie nennt sich seither Thun und Hohenstein, verlor die Herrschaft aber noch während des Krieges wieder. Zu Ende des Dreißigjährigen Krieges 1648 waren die ehemaligen Hohnsteiner Gebiete schwedisch besetzt.

### Preußische Zeit (1648–1946)
Im Westfälischen Frieden 1648 wurde die Grafschaft mit Ausnahme des Stiftsamtes Walkenried mit den Städten Ellrich, Bleicherode und Sachsa dem Kurfürstentum Brandenburg zugesprochen. Die Angliederung verzögerte sich jedoch bis Mitte 1650. Am 19. Juni schlossen die Stände der Grafschaft mit den Abgesandten des Großen Kurfürsten einen Vertrag, der vorsah, für die Grafschaft eine besondere Regierung unter einem von den Ständen gewählten Direktor einzurichten.

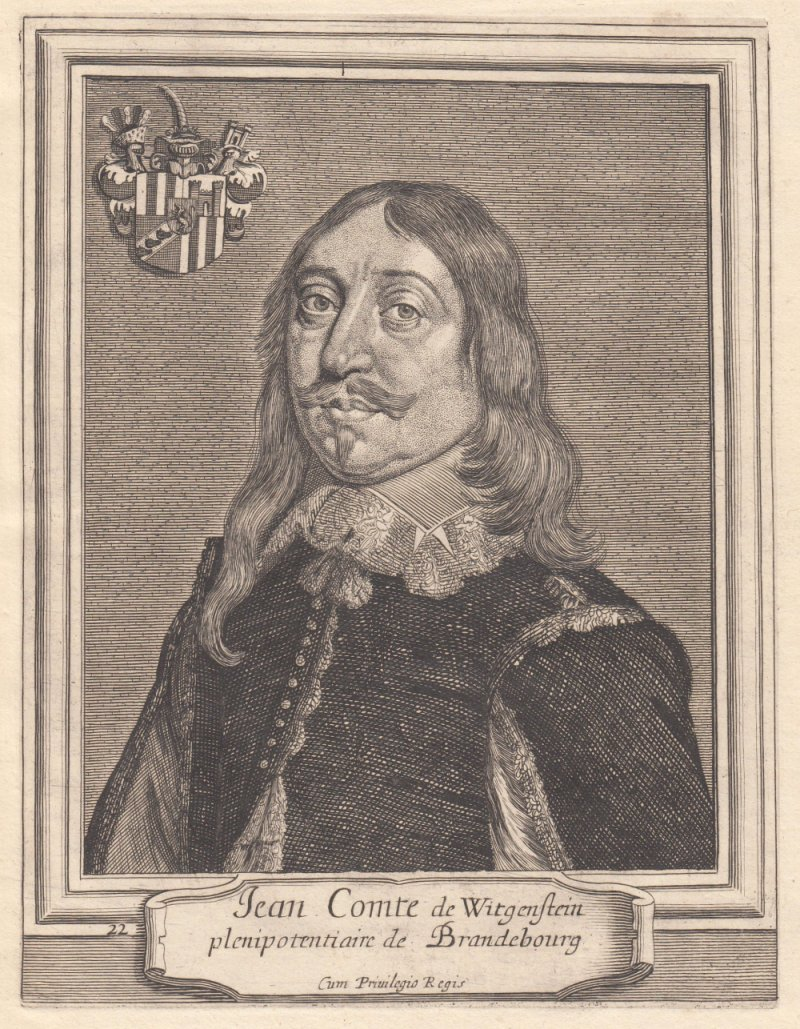
Johann VIII. zu Sayn-Wittgenstein-Hohenstein, Kupferstich um 1650

Kurfürst Friedrich Wilhelm von Brandenburg hatte jedoch seinem Geheimen Rat, den schwedischen Obristen Graf Johann zu Sayn-Wittgenstein, die Grafschaft Hohnstein für seine Verdienste bei den Friedensverhandlungen versprochen und diese bereits am 27. März 1647 überschrieben. Allerdings wusste der Kurfürst nichts über die wahre Beschaffenheit der Grafschaft. Der Geheime Rat hatte ihm versichert, dass die Grafschaft lediglich aus zwei Ämtern und dem Städtchen Bleicherode bestand und nur „wenige 100 Thaler wert sei“. Noch vor Abschluss des Friedens von Münster und Osnabrück erging an die Hohensteiner Ritterschaft und Stände die Benachrichtigung von der Belehnung der Grafschaft an den Grafen zu Sayn-Wittgenstein, allerdings „die hohen Lehens-, Rechts- und Gerechtigkeiten Ihro Cuhrfürstl Durchl. vorbehalten“.
Erst später, wahrscheinlich durch seinen am 19. Juni 1650 in der Grafschaft beim Erbhuldigungseid anwesenden Kurfürstlichen Gesandten von Blumenthal, erfuhr der Große Kurfürst von der wahren Größe der Grafschaft, die aus den Herrschaften Lohra und Klettenberg bestand und drei Städte, einen Flecken, zwei Klöster, fünfundvierzig Amts- und vierzehn adlige Dörfer, vierzehn Vorwerke, einundfünfzig Rittergüter und sechsundzwanzig Freigüter umfasste. Die kurfürstlichen Gesandten müssen bei ihrem Aufenthalt in der Grafschaft von Land und Leuten ein ganz anderes Bild gewonnen haben, als ihrem Herrn vor dem Frieden vorgespiegelt war. Ihre Wahrnehmungen von dem größeren Umfange und Werte der Landschaft stellen sie dem Kurfürsten vor und zwar in Gemeinschaft mit den Halberstädter Ständen, welche darum baten, dass die Grafschaft wieder mit Halberstadt vereint werden möchte. Nun bereute der Kurfürst die Abtretung und fing deshalb neue Unterhandlungen mit dem Grafen an, die am 8. Oktober 1650 beendigt wurden. Ein Reskript sah vor, dass gegen eine Zahlung von 150.000 Talern die Grafschaft jederzeit wieder an Friedrich Wilhelm abgetreten werden könne. Allerdings war dem Kurfürsten die Summe von 150.000 Talern zu hoch. 1651 trat Graf zu Sayn-Wittgenstein die Regierung an. Er hatte zuvor den Ständen im Ellricher Vertrag vom 24. Oktober 1651 ihre Privilegien und die Rechtspflege nach sächsischem Recht zugesichert.
1657 starb Graf Johann zu Sayn-Wittgenstein. Die Hohensteiner Stände hofften nun, der Kurfürst werde die Grafschaft einlösen und dem Fürstentum Halberstadt einverleiben. Mehrmals wurden die Stände diesbezüglich beim Kurfürst vorstellig, hatten aber wenig Erfolg. Von den 18 Kindern des Verstorbenen wurden die Grafen Ludwig Christian, Gustav Otto und Friedrich Wilhelm mit Lohra und Klettenberg neu belehnt. Am 6. August 1670 trat Graf Christian Ludwig „die Regierung der Grafschaft Hohenstein und darin belegte Herrschaft und Amt Lohra an seinen Bruder, Graf Gustav zu Sayn-Wittgenstein wohlbedächtig ab“, der damit alleiniger Herrscher in der Grafschaft wurde und sich nun Graf Gustav zu Sayn-Wittgenstein und Hohenstein nannte. Die Hohensteiner Stände waren mit dem häufigen Regierungswechsel unzufrieden. Es gab „jede Menge Beschwerden der Landstände“. Daraufhin verlagerte der Kurfürst eine ständige Kommission nach Ellrich, der die Erhebung der Steuern und Kontributionen oblag. Die Verhandlungen des Kurfürsten mit dem Grafen über die freiwillige Abtretung der Grafschaft nahmen an Schärfe zu, zumal die Verwaltung der Güter „höchst beängstigend nachlässig“ erfolgte und die „Finanzen in einen bedenklich abschüssigen Zustand“ gerieten. Im April 1688 starb der Große Kurfürst. Sein Sohn und Thronfolger Friedrich III. verhandelte weitere elf Jahre mit Graf Gustav, der mit allen möglichen Raffinessen und Tricks versuchte, die Grafschaft Hohenstein zu behalten. So ließ er am 8. März 1699 „von der Regierung zu Ellrich öffentlich von der Kanzel bekannt machen, dass ihm die Grafschaft per commissionem übertragen sei“. Der Regierungssitz war 1691 von Bleicherode nach Ellrich verlegt worden.
Nach diesem Vorkommnis war die Geduld Friedrichs III. zu Ende. Er befahl am 25. November 1699 die Einstellung des Prozesses und bemächtigte sich am 12. Dezember unter Anwendung von Gewalt endgültig der Grafschaft Hohenstein. Der Kurfürst zahlte an Graf Gustav zu Sayn-Wittgen- und Hohenstein 100.000 Taler und übernahm die Schuldenlast in Höhe von fast 300.000 Talern, die auf der Grafschaft lag.
1714 wurde die – wie sie sich damals nannte – „preußische Landesregierung für die Grafschaft Hohenstein“ in Ellrich aufgehoben und das gesamte Gebiet – ohne die freie Reichsstadt Nordhausen – der preußischen Kriegs- und Domänenkammer in Halberstadt unterstellt. 1770 beschloss das preußische Generaldirektorium in Berlin, eine Domänenkammer-Deputation in Ellrich einzurichten.
Nach den für Brandenburg-Preußen verlorenen Schlachten bei Jena und Auerstedt im Jahre 1806 gehörte der Kreis einschließlich der seit 1802 zu Preußen gehörenden Stadt Nordhausen bis 1813 zum Königreich Westphalen, regiert von Jérôme, dem Bruder Napoleons.
1816 wurde die Grafschaft Hohenstein Teil der preußischen Provinz Sachsen. Ihr Name bezeichnete im 19. Jahrhundert die Grafschaft, die aus der Linie Honstein-Lohra-Klettenberg entstanden war; daneben gab es die ehemalige Stammgrafschaft Hohnstein um Ilfeld und Neustadt, die aus dem Besitz der Stolberger Grafen 1803 teilweise welfisch geworden war und ab 1815 im Königreich Hannover zunächst unter dem Namen Provinz Hohnstein, dann Grafschaft Hohnstein und schließlich Amt Hohnstein geführt wurde. Nachdem Preußen 1866 Hannover als Provinz eingegliedert hatte, trat 1885 eine Verwaltungsreform in Kraft, bei der das Amt Hohnstein mit dem Amt Elbingerode zum Kreis Ilfeld vereinigt wurde (beide Ämter waren voneinander durch braunschweigisches Gebiet getrennt). Am 1. Oktober 1932 wurde der Kreis Ilfeld aufgeteilt: Das alte Amt Hohnstein wurde dem Kreis Grafschaft Hohenstein im Regierungsbezirk Erfurt der preußischen Provinz Sachsen angegliedert, das alte Amt Elbingerode dem Kreis Wernigerode im Regierungsbezirk Magdeburg (ebenfalls Provinz Sachsen).

### Teil Thüringens (seit 1946)
1946 kam das Gebiet an das Land Thüringen. 1952, mit der Auflösung der Länder in der DDR, kam das Gebiet zum Bezirk Erfurt und 1990 wurde es wieder Teil des Landes Thüringen.